# Zalla UC
A Zalla UC, teljes nevén Zalla Unión Club, baszkul Zalla Klub Bazkuna spanyolországi, baszkföldi labdarúgócsapatot 1925-ben alapították, 2016/17-ben a negyedosztályban szerepelt.

## Statisztika
| Szezon      | Osztály    | Poz. | Copa del Rey |
| ----------- | ---------- | ---- | ------------ |
| 1929-30-tól | Regionális | —    |              |
| 1983-84-ig  | Regionális | —    |              |
| 1984/85     | 3ª         | 6.   |              |
| 1985/86     | 3ª         | 9.   |              |
| 1986/87     | 3ª         | 11.  |              |
| 1987/88     | 3ª         | 15.  |              |
| 1988/89     | 3ª         | 4.   |              |
| 1989/90     | 3ª         | 9.   |              |
| 1990/91     | 3ª         | 9.   |              |
| 1991/92     | 3ª         | 5.   |              |
| 1992/93     | 3ª         | 17.  |              |
| 1993/94     | 3ª         | 7.   |              |
| 1994/95     | 3ª         | 4.   |              |
| 1995/96     | 3ª         | 1.   |              |
| 1996/97     | 2ªB        | 19.  |              |

| Szezon  | Osztály | Poz. | Copa del Rey |
| ------- | ------- | ---- | ------------ |
| 1997/98 | 3ª      | 2.   |              |
| 1998/99 | 3ª      | 4.   |              |
| 1999/00 | 3ª      | 7.   |              |
| 2000/01 | 3ª      | 10.  |              |
| 2001/02 | 3ª      | 3.   |              |
| 2002/03 | 3ª      | 3.   |              |
| 2003/04 | 3ª      | 7.   |              |
| 2004/05 | 3ª      | 2.   |              |
| 2005/06 | 2ªB     | 20.  |              |
| 2006/07 | 3ª      | 1.   |              |
| 2007/08 | 3ª      | 7.   |              |
| 2008/09 | 3ª      | 13.  |              |
| 2009/10 | 3ª      | 13.  |              |
| 2010/11 | 3ª      | —    |              |

## Külső hivatkozások
- Hivatalos weboldal (spanyolul)
- Futbolme (spanyolul)